# AlaMesa
AlaMesa es un proyecto fundado en Cuba para la difusión de información sobre gastronomía y cultura culinaria en ese país. Constituye una plataforma comunicativa compuesta por un sitio web, un boletín electrónico y una aplicación para teléfonos móviles.

## Orígenes
La idea de desarrollar el proyecto surgió a finales de 2010. luego de que fuesen modificadas las leyes para el trabajo por cuenta propia en Cuba.
Esta modificación generó un rápido incremento del número de restaurantes y paladares lo cual inspiró a los fundadores del proyecto a explorar "las necesidades que esas reformas generaban y así fue como se concibió el Directorio, la nave insignia del proyecto, que entró en operaciones el 20 de mayo de 2011".
AlaMesa se define como un proyecto dirigido a los cubanos en primer lugar. Por ello, y debido a la poca penetración de Internet en Cuba, se concibe un producto rápidamente accesible a muy baja tasa de transferencia y se utiliza el correo electrónico como medio para alcanzar al público meta definido.

## Servicios

### Sitio web
El sitio oficial en internet de AlaMesa gestiona un Directorio Cubano de Restaurantes. El mismo está compuesto por una base de datos conformada por páginas de cada restaurante. El proyecto afirma obtener la información necesaria para la construcción de estas páginas directamente de los propietarios de cada restaurante.
Las páginas incluyen datos de contacto, características e imágenes del lugar y el menú. Los datos pueden ser filtrados mediante un buscador especializado con más de 30 criterios diferentes.
El 24 de mayo de 2014, AlaMesa anunció a través de su Boletín electrónico vía correo electrónico (edición 20/2014), el lanzamiento de un blog en su sitio web.

### Boletín
AlaMesa distribuye vía correo electrónico un boletín electrónico con frecuencia semanal al que se puede acceder previa suscripción.En sus inicios, el formato era el de un texto plano sin imágenes ni estilos. A partir de 2011 se distribuye una versión html.
El boletín contiene información sobre novedades en el Proyecto, nuevos restaurantes, ofertas, referencias a artículos sobre restaurantes en Cuba publicados en otros medios, recetas y anuncios clasificados. En cada número se incluye un artículo completo sobre gastronomía cubana, en la mayoría de los casos, pero no exclusivamente, de la autoría del equipo AlaMesa.
Un elemento visible de la cultura interna del proyecto es el texto que encabeza este boletín, al cual denominan Intro. Conformado por no más de 4 párrafos, el Intro conmemora fechas y eventos relevantes en Cuba y de igual manera narra en tono satírico las peripecias de personajes de ficción que identifica con los miembros del equipo. Dichas peripecias incluyen elementos culinarios y referencias reiteradas a personalidades de la cultura cubana.

### App
En 2013 AlaMesa lanzó una aplicación para teléfonos móviles.
La conexión a Internet a través de dispositivos móviles aún no ha estado comercialmente disponible en Cuba, hasta muy recientemente, lo que ha obligado a los desarrolladores de aplicaciones a emplear esquemas standalone. Este es el caso de AlaMesa App y de otras como GuíaCuba y Isladentro. En julio de 2015, la empresa estatal ETECSA comenzó a comercializar conexiones a internet desde dispositivos móviles en áreas específicas de la geografía del país, pero sus costos siguen haciendo válido este modelo.
La aplicación ofrece la información contenida en la base de datos de AlaMesa, vinculándola con el usuario mediante geolocalización. Para que funcione, el usuario debe descargarse íntegramente dicha base de datos y gestionar actualizaciones periódicas.
La aplicación está disponible solo para dispositivos con el sistema operativo iOS, aunque en reiteradas ocasiones, AlaMesa ha anunciado que trabaja en una versión para Android. iOS tiene una enorme presencia en dispositivos en Cuba, pero lentamente la proporción que lo favorecía está migrando hacia su competidor principal.

## Controversia
El 26 de mayo de 2014, el blog Negra cubana tenía que ser, reportó un anuncio clasificado publicado en el Boletín 20/2014 calificándolo de racista.
La publicación generó un debate en la blogosfera cubana, involucrando a otros blogs como Diario de Cuba Archivado el 2 de agosto de 2014 en Wayback Machine. y Cartas desde Cuba.
Este último publicó una entrada en la que tras citar a la original de Negra cubana tenía que ser hacía un llamamiento a un boicot a AlaMesa.
En una publicación posterior, Negra cubana tenía que ser, se distanció del llamamiento al boicot.

## Reconocimientos
En diciembre de 2013, la revista On Cuba Magazine Archivado el 25 de agosto de 2018 en Wayback Machine. incluyó a AlaMesa App entre los acontecimientos más relevantes del año en el entorno digital cubano.
En abril de 2014, la Oficina de Diseño de la Unión Nacional de Escritores y Artistas de Cuba (UNEAC), otorgó al diseño de la plataforma el premio CAJALTA 2014.